# Kiss Kiss (Holly Valance)
Kiss Kiss è un brano pop scritto da Juliette Jaimes, Sezen Aksu e Steve Welton-Jaimes, cover di una canzone turca intitolata Şımarık del cantante Tarkan.
Stella Soleil per prima ha eseguito il pezzo in inglese nel 2001, ma il singolo è arrivato al successo solo nell'anno successivo, grazie alla cover interpretata da Holly Valance, che divenne un tormentone estivo. La canzone, estratta dal primo album della cantante, Footprints, è uscita il 29 aprile 2002 ed ha raggiunto la posizione numero 1 (per due settimane) del programma televisivo Top of the Pops, allora trasmesso su Rai 2.
Kiss Kiss fu nominata per 4 ARIA Awards alla sedicesima edizione dell'ARIA Awards nel 2002, e debuttò alla numero 1 nel Regno Unito il 5 maggio 2002, vendendo 143,408 copie solo nella sua prima settimana.
La canzone debuttò al primo posto anche nella classifica di vendita australiana, e in Irlanda, Italia, Taiwan e Finlandia la canzone ebbe un grande successo, entrando quasi subito in top ten. In Austria, Grecia, Svezia, Germania, Giappone, Nuova Zelanda, Svizzera e Danimarca il brano si fermò invece nella top 20. Vinse il disco di platino in Australia e il disco d'oro in Inghilterra.
Nella classifica finale dei singoli più venduti in Italia nel 2002 Kiss Kiss occupa la posizione nº12, ed Holly Valance si esibì con il brano nella prima delle due finali del Festivalbar all'Arena di Verona.

## Video
Nel video musicale la cantante appare in alcune scene completamente nuda in un set di luci bianche e fasci laser, in altre appare inquadrata vestita di viola dove canta la canzone, ed in altre ancora in cui balla con dei ballerini sul ritornello della canzone eseguendo la coreografia.

## Andamento nella classifica dei singoli italiani
| Posizione | 9 | 10 | 6 | 4 | 5 | 3 | 4 | 6 | 3 | 3 | 3 | 3 | 5 | 5 | 6 | 15 | 19 | 17 | 29 | 50 | 40 | - |

## Formati del Singolo e Tracce
Europe CD 01
1. Kiss Kiss (Wise Buddah Mix)
2. Kiss Kiss (Jah Wobble Remix)
3. Kiss Kiss (Agent Sumo 2)
4. Kiss Kiss (Official Music Video)

Europe CD 02
1. Kiss Kiss (Wise Buddah Mix)
2. Kiss Kiss (Jah Wobble Remix)
3. Kiss Kiss (Agent Sumo 2)
4. Kiss Kiss (Stargate R'n'B Mix)
5. Kiss Kiss (Official Music Video)

Questo CD ha un'edizione limitata che include anche un poster.
Europe 2-Tracks CD
1. Kiss Kiss (Wise Buddah Mix)
2. Kiss Kiss (Stargate R'n'B Mix)

Europe/Australia/Asia Promo CD
1. Kiss Kiss (Wise Buddah Mix)

Promo Vinyl 12 01
1. Kiss Kiss (Jah Wobble Remix)
2. Kiss Kiss (Stargate R'n'B Mix)
3. Kiss Kiss (Agent Sumo Club Mix)

Promo Vinyl 12 02
1. Kiss Kiss (Original Extended Mix)
2. Kiss Kiss (Agent Sumo 2)

Promo Vinyl 12 03
1. Kiss Kiss (Wise Buddah Mix)
2. Kiss Kiss (Agent Sumo 2)
3. Kiss Kiss (Agent Sumo Club Mix)
4. Kiss Kiss (Stargate R'n'B Mix)

## Remix e Versioni Ufficiali
- Original Extended Mix
- Wise Buddah Mix
- Jah Wobble Remix
- Jah Wobble Edit
- Agent Sumo Club Mix
- Agent Sumo Dub
- Agent Sumo 2
- Stargate R'n'B Mix

## Classifiche
| Classifica (2001)1               | Massima posizione |
| -------------------------------- | ----------------- |
| U.S. Billboard Top 40 Mainstream | 27                |
| Classifica (2002)2               | Massima posizione |
| Australian ARIA Singles Chart    | 1                 |
| Austria Singles Chart            | 11                |
| Denmark Singles Chart            | 20                |
| Finland Singles Chart            | 7                 |
| France Singles Chart             | 50                |
| German Singles Chart             | 14                |
| Greece Singles Chart             | 11                |
| Ireland Singles Chart            | 2                 |
| Italy Singles Chart              | 3                 |
| Japan Singles Chart              | 11                |
| Netherlands Singles Chart        | 24                |
| New Zealand Singles Chart        | 17                |
| Sweden Singles Chart             | 12                |
| Switzerland Singles Chart        | 19                |
| Taiwan Singles Chart             | 6                 |
| UK Singles Chart                 | 1                 |